# 羅森達爾鎮區 (北達科他州格里格斯縣)
羅森達爾鎮區（英語：Rosendal Township）是位於美國北達科他州格里格斯縣的一個鎮區。

## 地方資料
羅森達爾鎮區的面積為91.33平方千米，當中陸地面積為90.08平方千米，而水域面積為1.25平方千米。根據2020年美國人口普查的數據，當地共有人口36人，而人口密度為每平方千米0.39人。